# Лололь
Лололь (ісп. Lolol) — населений пункт в Чилі. Адміністративний центр однойменної комуни. Населення — 2 118 осіб (2002). Селище і комуна входить до складу провінції Кольчагуа і регіону Лібертадор-Хенераль-Бернардо-О'Хіггінс.
Територія — 597 км². Чисельність населення — 6811 мешканців (2017). Щільність населення — 11,4 чол./км².

## Розташування
Селище розташоване за 106 км на південний захід від адміністративного центру області міста Ранкагуа та за 63 км на захід від адміністративного центру провінції міста Сан-Фернандо.
Комуна межує:
- на півночі — з комуною Пуманке
- на сході — з комуною Санта-Крус
- на південному сході — з комуною Чепіка
- на півдні — з комуною Уаланьє
- на заході — з комуною Паредонес